# Ana Julia García
Ana Julia García Villalobos (sinh ngày 19 tháng 6 năm 1961 tại Langue, Valle) là một chính trị gia người Honduras. Bà từng là phó của Quốc hội Honduras đại diện cho Đảng Quốc gia Honduras cho Valle.